# Nonant
Nonant település Franciaországban, Calvados megyében. Lakosainak száma 516 fő (2022. január 1.). Nonant Carcagny, Condé-sur-Seulles, Ducy-Sainte-Marguerite, Ellon, Monceaux-en-Bessin, Saint-Martin-des-Entrées és Vaux-sur-Seulles községekkel határos.

## Népesség
A település népességének változása:
| Lakosok száma | 250  | 361  | 388  | 426  | 481  | 494  | 496  | 501  | 505  | 516  |
|               | 1968 | 1982 | 1990 | 2006 | 2013 | 2015 | 2017 | 2019 | 2020 | 2022 |